# Palenzonaite
La palenzonaite (simbolo IMA: Plz) è un minerale e un vanadato molto raro del supergruppo del granato e del gruppo della berzeliite con la composizione chimica idealizzata Ca2+2Na+Mn2+2V5+3O12.

## Etimologia e storia
La palenzonaite è stata descritta nel 1987 da Riccardo Basso, che tra l'altro ha dato il nome al minerale bassoite. Basso chiamò il nuovo minerale del gruppo della berzeliite in onore del mineralogista dilettante e professore di chimica all'Università degli Studi di Genova, Andrea Palenzona, che lo scoprì nella miniera di manganese del "Molinello", in Liguria.

## Classificazione
Secondo l'attuale classificazione dell'Associazione Mineralogica Internazionale (IMA), la palenzonaite appartiene al supergruppo del granato, dove forma il gruppo della berzeliite con 15 cariche positive sulla posizione reticolare coordinata tetraedrica insieme a berzeliite, manganberzeliite e schäferite.
Nell'obsoleta, ma in parte ancora in uso, 8ª edizione della sistematica minerale secondo Strunz, la palenzonaite appartiene alla classe dei minerali dei "fosfati, arseniati e vanadati" e quindi alla sottoclasse dei "fosfati anidri [PO4]3−, senza anioni estranei", dove si trova insieme a berzeliite, chladniite, fillowite, galileiite, johnsomervilleite, manganberzeliite, schäferite, stornesite-(Y) e xenophyllite formano il sistema nº VII/A.08.
La 9ª edizione della sistematica minerale di Strunz, valida dal 2001 e utilizzata dall'Associazione Mineralogica Internazionale (IMA), elenca la palenzonaite nella classe "8.A Fosfati, ecc. senza anioni aggiuntivi, senza H2O"; questa è ulteriormente suddivisa in base alla dimensione relativa dei cationi coinvolti, in modo che il minerale possa essere trovato nella suddivisione "8.AC Con cationi di media e grande dimensione" in base alla sua composizione, dove forma il gruppo della berzeliite col sistema nº 8.AC.25 insieme a berzeliite, manganberzeliite e schäferite.
Anche la classificazione dei minerali secondo Dana, che viene utilizzata principalmente nel mondo anglosassone, elenca la palenzonaite nella classe dei "fosfati, arseniati e vanadati" e lì nella sottoclasse di "fosfati anidri, ecc.". Qui è insieme a berzeliite, manganberzeliite e schäferite con le quali forma il gruppo della berzeliite e la sottoclasse "Fosfati anidri ecc., (A+B2+)5(XO4)3 con il sistema nº 38.02.01 .

## Chimica
La palenzonaite con la composizione idealizzata
- {\displaystyle \mathrm {^{[X]}(Na^{+}Ca_{2}^{2+})^{[Y]}Mn_{2}^{2+}\,\,^{[Z]}V_{3}^{5+}O_{12}} }

è l'analogo del manganese della schäferite {\displaystyle \mathrm {(^{[X]}(Na^{+}Ca_{2}^{2+})^{[Y]}Mg_{2}^{2+}\,\,^{[Z]}V_{3}^{5+}O_{12})} } o l'analogo del vanadio della berzeliite {\displaystyle \mathrm {(^{[X]}(Na^{+}Ca_{2}^{2+})^{[Y]}Mg_{2}^{2+}\,\,^{[Z]}As_{3}^{5+}O_{12})} }
Esiste una miscibilità almeno parziale con la berzeliite secondo la reazione di scambio:
- {\displaystyle {\ce {^{[Z]}V^{5+}= \, ^{[Z]}As^{5+}}}}

Il contenuto di calcio nella posizione X può essere ben al di sopra del valore massimo previsto per i granati di questo gruppo. L'equalizzazione della carica avviene mediante incorporazione di silicio nella posizione tetraedrica corrispondente alla reazione di scambio:
- {\displaystyle {\ce {^{[X]}Na^{+}\,+\, ^{[Z]}V^{5+}= \, ^{[X]}Ca^{2+}\,+\, ^{[Z]}Si^{4+}}}}

## Abito cristallino
La palenzonaite cristallizza nel sistema cubico nel gruppo spaziale Ia3d (gruppo nº 230) con 8 unità di formula per cella unitaria. Il cristallo misto naturale della località tipo ha il parametro reticolare a = 12,543 Å. Il parametro reticolare della palenzonaite sintetica pura è leggermente più grande: a = 12,573 Å.
La struttura è quella del granato. Il sodio (Na+) e il calcio (Ca2+) occupano la posizione X, che è dodecaedrica circondata da 8 ioni ossigeno, il manganese (Mn2+) occupa la posizione Y, che è ottaedrica circondata da 6 ioni ossigeno, e la posizione Z, che è tetraedrica circondata da 4 ioni ossigeno, è occupata esclusivamente dal vanadio (V5+).

## Origine e giacitura
La palenzonaite si forma durante la metamorfosi dei depositi di manganese. La località tipo è la "miniera del Molinello" in Val Graveglia nell'Appennino Ligure vicino a Ne nella città metropolitana di Genova (in Liguria), nota per i suoi rari minerali di manganese. Altri giacimenti italiani si trovano in Piemonte in provincia di Cuneo.
La palenzonaite si trova qui in piccole vene associata a calcite, braunite, saneroite, ganofillite e axinite. Questo giacimento di manganese è la località tipo di numerosi altri minerali rari, come arsenmedaite, bassoite, cortesognoite, medaite, molinelloite, paseroite, piemontite-(Sr), tiragalloite e vanadiocarfolite.
La palenzonaite naturale si forma secondariamente in condizioni ossidanti durante il metamorfismo di basso grado nei depositi di manganese.
Al di fuori dell'Italia, la palenzonaite è stata rinvenuta in Svizzera nella valle della Ferrera nel Canton Grigioni, dove si trova insieme a medaite, saneroite, pirobelonite, fianelite, parsettensite, rodocrosite, kutnohorite, egirina e quarzo.
Al di fuori dell'Europa, la palenzonaite è stata documentata nella miniera di Yamato sull'isola di Amami Ōshima nella prefettura di Kagoshima (nel Kyūshū, in Giappone).

## Forma in cui si presenta in natura
La palenzonaite si presenta sotto forma di cristalli rosso vino, che brillano con lucentezza adamantina, di dimensioni fino a 6 millimetri. La forma cristallina è dominata dal dodecaedro rombico {110}.